# Драган Томић (футсалер)
Драган Томић (25. март 1991) професионални је српски футсалер. Игра на позицији нападача.